# Tekkonkinkreet
Tekkonkinkreet (鉄コン筋クリート Tekkonkinkurīto?, mala pronunciación de un niño de "Tekkin Konkurito" [acero hormigón armado]) es una serie de tres volúmenes de manga seinen por Taiyo Matsumoto, que fue publicado originalmente 1993-1994 en la revista Big Comic Spirits de la editorial Shōgakukan y publicado por primera vez en Inglés como Tekkonkinkreet: Black & White. En 2006 fue adaptada a una película de anime japonesa del mismo nombre, dirigida por Michael Arias y animada por Studio 4 °C. La película Tekkonkinkreet se estrenó en Japón el 23 de diciembre de 2006. 
La historia tiene lugar en la ciudad ficticia de Takaramachi (Ciudad Tesoro) y se centra en un par de niños huérfanos —el duro y astuto Kuro (negro) y el infantil e inocente Shiro (blanco), juntos conocidos como «los gatos»— mientras lidian con la yakuza intentando apoderarse de Ciudad Tesoro.

## Argumento
Mientras que el manga presenta múltiples hilos de trama, la adaptación de la película consiste en la mayoría de las tramas que se muestran en el manga, actuando como una película de compilación. 
La película sigue a dos huérfanos, Kuro (ク ロ "Negro") y Shiro (シ ロ "Blanco"), mientras intentan mantener el control de las calles de la metrópolis panasiática de Takaramachi, que una vez fue una ciudad floreciente y ahora un enorme y derruido tugurio plagado de enfrentamientos entre bandas criminales. Kuro es un gamberro violento y callejero, que considera Takaramachi como «su ciudad». Shiro es más joven y parece tener problemas mentales, no tiene contacto con la realidad y, a menudo, vive en un mundo de ilusiones. Se llaman a sí mismos «los gatos». A pesar de sus diferencias extremas, se complementan y se apoyan mutuamente, de forma similar al principio taoísta chino del yin y el yang.
Durante una de sus «misiones», se enfrentan a matones y Kuro termina golpeando a tres miembros de la pandilla yakuza que estaban amenazando a uno de sus amigos callejeros. Los yakuza trabajan a las órdenes de Serpiente (蛇), el jefe de una corporación llamada «Kiddy Kastle». Snake planea derribar y reconstruir Takaramachi como un parque temático que se ajuste a sus propios objetivos y sueños. Cuando Kuro interfiere con demasiada frecuencia, envían a los yakuza para matarlo, pero fallan. Enojado, Serpiente envía a los «tres asesinos» mortales conocidos como Dragón, Mariposa y Tigre, asesinos casi sobrehumanos, para terminar el trabajo. 
Para salvar a Kuro y a sí mismo, Shiro tiene que matar al primer asesino del Dragón, añadiendo gasolina y encendiéndolo, quemándolo vivo. El segundo asesino Butterfly persigue a Shiro y lo apuñala con una espada samurái. Shiro es enviado al hospital. La policía, que ha estado observando tanto a Serpiente como a los dos jóvenes, decide tomar a Shiro bajo custodia «por su propio bien», mientras Kuro mira a Shiro sabiendo que sería demasiado difícil cuidarlo mientras van tras él. Kuro más tarde cae en un estado depresivo. 
Junto a la narrativa de los niños hay una historia que se cuenta a través de los ojos de Kimura (木村), un hombre promedio que queda atrapado en la yakuza, lo que lo lleva a tener un encuentro violento con Kuro. Con el tiempo, Kimura se ve obligada por Serpiente a matar a su exjefe y mentor, Suzuki (鈴木), para eliminar la posible competencia. Mientras Kimura cumple su misión, está profundamente conmocionado por haber asesinado a su mentor. Llamado una vez más por Serpiente, Kimura se rebela y mata al jefe yakuza, antes de intentar huir con su esposa embarazada de Takaramachi. Es asesinado a tiros en un tiroteo por los hombres de Serpiente. 
Mientras que la policía cree que lo mejor es que Shiro permanezca con ellos fuera de Takaramachi, Shiro se siente vacío sin el apoyo de Kuro. En paralelo, sin Shiro, Kuro pronto comienza a perder el control de la realidad y permite que su violencia lo consuma. Pronto desarrolla una personalidad dividida, con su lado oscuro que se manifiesta como el «minotauro». Las cosas llegan a un punto culminante cuando Shiro es devuelto a Takaramachi por uno de los oficiales y llevado a una feria local. Allí, un Kuro delirante está tratando de mostrarle a la gente que «Shiro», que en realidad es una muñeca de pega, ha vuelto a la vida. Cuando Kuro es atacado por los dos asesinos restantes de Serpiente, la muñeca se daña y Kuro se transforma en una furia asesina, matando a los asesinos. Es entonces cuando se enfrenta al verdadero Shiro, y se ve obligado a luchar contra el «minotauro», que desea consumirlo por completo. Kuro logra triunfar sobre su lado oscuro y se reúne con Shiro, visto por última vez jugando en la playa. 

## Formatos

### Manga
Tekkonkinkreet es una serie de tres volúmenes manga seinen por Taiyo Matsumoto, que fue publicado originalmente en Japón 1993-1994 en la revista Big Comic Spirits de la editorial Shogakukan y publicado por primera vez en inglés como Tekkonkinkreet: Black & White.

#### Volúmenes
| N.º | Fecha de lanzamiento | ISBN original |
| --- | -------------------- | ------------- |
| 1   | 7 de febrero de 1994 | 4-09-184731-5 |
| 2   | 4 de abril de 1994   | 4-09-184732-3 |
| 3   | 30 de mayo de 1994   | 4-09-184733-1 |

### Película
Los tres volúmenes del manga se adaptaron a una película de anime japonesa del mismo nombre, de 2006, dirigida por Michael Arias y animada por Studio 4 °C. La película Tekkonkinkreet se estrenó en Japón el 23 de diciembre de 2006. La ciudad presentada en Tekkonkinkreet fue considerada como «el personaje central de la película» y el diseño de la ciudad se inspiró en los paisajes urbanos de Tokio, Hong Kong, Shanghái y Colombo para darle un toque panasiático a la ciudad.
La película contó con el siguiente reparto: 
| Personaje                                    | Japonés                                       | Inglés**         |
| -------------------------------------------- | --------------------------------------------- | ---------------- |
| Kuro (Negro) / El Minotauro                  | Kazunari Ninomiya                             | Scott Menville   |
| Shiro (Blanco)                               | Yū Aoi                                        | Kamali Minter    |
| Kimura                                       | Yusuke Iseya                                  | Rick Gómez       |
| Sawada                                       | Kankuru Kudo                                  | Tom Kenny        |
| Suzuki alias Rata                            | Min Tanaka                                    | David Lodge      |
| Abuelo                                       | Rokurō Naya                                   |                  |
| Fujimura                                     | Tomomichi Nishimura                           | Maurice LaMarche |
| El jefe                                      | Mugihito                                      | John DiMaggio    |
| Choco                                        | Nao Omori                                     | Alex Fernandez   |
| Vainilla                                     | Yoshinori Okada                               | Quinton Flynn    |
| Los jugadores                                | Morisanchuu                                   |                  |
| Amanecer                                     | Yukiko Tamaki                                 | Yuri Lowenthal   |
| Oscuridad                                    | Mayumi Yamaguchi                              | Phil LaMarr      |
| Akutso *                                     | Harumi Asoi                                   |                  |
| Yasuda *                                     | Atsushi Imaizuma                              |                  |
| Ocohima *                                    | Bryan Burton-Lewis                            |                  |
| Serpiente                                    | Masahiro Motoki                               | Dwight Schultz   |
| La esposa de Kimura *                        | Marina Inoue                                  | Kate Higgins     |
| El doctor *                                  | Osamu Kobayashi                               | Steven Jay Blum  |
| Los Tres Asesinos (Dragón, Mariposa y Tigre) | Crispin Freeman Dave Wittenberg Matt McKenzie |                  |

"*" - Papel menor
"**" - No se acredita en el DVD

## Recepción
La película tiene una calificación del 72% en agregador de críticas Rotten Tomatoes según 18 comentarios y una puntuación promedio de 65 en Metacritic basada en 9 críticos.
Joseph Luster, hablando de la película, sintió que el vínculo fraternal entre el protector Negro y el entrañable Blanco era el corazón del manga. Chris Beveridge, quien escribió en Mania, declaró: «Si bien puede que no sea lo que los fanáticos del anime esperan de una película tradicional, el resultado final es algo que, aunque predecible, es sorprendentemente atractivo». Chris Johnston, de Newtype USA, escribió: «A pesar de lo mucho que veas esta, esta es una película que ningún fanático del anime debe perderse».

### Premios
El manga ganó el Premio Eisner 2008 a la "Mejor edición de material internacional en Estados Unidos: Japón". Tekkonkinkreet ganó el «Premio a la Mejor Película» en los Mainichi Film Awards 2006. También fue nombrada la mejor película de Barbara London en 2006 en el resumen anual «Best of» de la revista Artforum del Museo de Arte Moderno de Nueva York. En 2008, recibió la «mejor historia original» y la «mejor dirección artística» de la Tokyo International Anime Fair (Feria Internacional de Anime de Tokio). Ganó el premio Nippon-shō a la mejor película de animación de 2008.